# Gonodonta dentata
Gonodonta dentata är en fjärilsart som beskrevs av Felder 1874. Gonodonta dentata ingår i släktet Gonodonta och familjen nattflyn. Inga underarter finns listade i Catalogue of Life.